# Troy Luccketta
Troy Luccketta (Lodi, Kalifornija, 5. listopada 1959.), bubnjar sastava Tesla.

## Biografija
Troy je počeo svirati bubnjeve kada je imao 10 godina. Najveći uzori bili su mu Mitch Mitchell iz Jimi Hendrix Experience, Neil Diamond, Led Zeppelin i latinski stil sviranja udaraljki.
Svirao je u raznim sastavima sve dok nije počeo svirati u Tesli 1985. Osim bubnjanja, Troy se bavi produciranjem albuma za manje poznate američke glazbene sastave. Njegov sin je također odličan bubnjar.
Zajedno sa svojom ženom osnovao je neprofitnu organizaciju "Wake up to Love" s kojom organizira velike humanitarne događaje. Veliki je vjernik i obiteljski čovjek.